# Рафалович, Исаак Александрович
Исаак Александрович Рафалович (16 марта 1929, Балта, Молдавская АССР — 9 февраля 1979, Кишинёв) — молдавский советский археолог.

## Биография
Окончил исторический факультет Кишинёвского университета в 1954 году. Преподавал историю в школе, затем — научный сотрудник Института истории академии наук Молдавской ССР (впоследствии старший научный сотрудник). Диссертацию кандидата исторических наук по теме «Славяне VI—IX веков в Молдавии» защитил в 1968 году под научным руководством Г. Б. Фёдорова (издана в расширенном виде отдельной монографией в 1972 году).
Автор трудов по славянской археологии средневековья на территории современной Молдавии (черняховской культуре в междуречье Днестра и Прута). Руководил раскопками поселений в Хуче под Шаптебанами (1962—1963), Одае (1963), Рече (1966), Ханске (1971), могильника и раннеславянского городища пеньковской культуры у села Селиште (1969—1972) и в Данченах (1978—1979). Участвовал в раскопках у сёл Ниморены (1959), Лозово (1960) и других. Умер от приступа астмы в 1979 году.

## Монографии
- Очерки истории культуры Молдавии (II—XIV вв.). Академия наук Молдавской ССР. Отдел этнографии и искусствоведения. Кишинёв: Штиинца, 1971. — 177 с.
- Славяне VI—IX веков в Молдавии. Под редакцией Г. Б. Фёдорова. Академия наук Молдавской ССР, Институт истории. Кишинёв: Штиинца, 1972. — 244 с.
- Сокровища пыркалаба Гангура. Кишинёв: Картя молдовеняскэ, 1973. — 118 с.[16]
- Комоара пыркалабулуй Гангур (на молдавском языке, с Н. А. Кетрару). Кишинёв: Картя молдовеняскэ, 1975. — 128 с. (переиздано — Comoara pârcălabului Gangur. Кишинёв: Biblioteca «Tyragetia», 2002).[17]
- Данчены. Могильник черняховской культуры III—IV вв. н. э. Академия наук МССР. Отдел этнографии и искусствоведения. Кишинёв: Штиинца, 1986. — 218 с.

## Под редакцией И. А. Рафаловича
- Археологические исследования в Молдавии в 1968—1969 гг. АН Молдавской ССР, Институт истории. Кишинёв: Штиинца, 1972. — 260 с.